# Canarino domestico
Il canarino domestico è un popolare uccello da gabbia, forma addomesticata del canarino atlantico.

## Etimologia

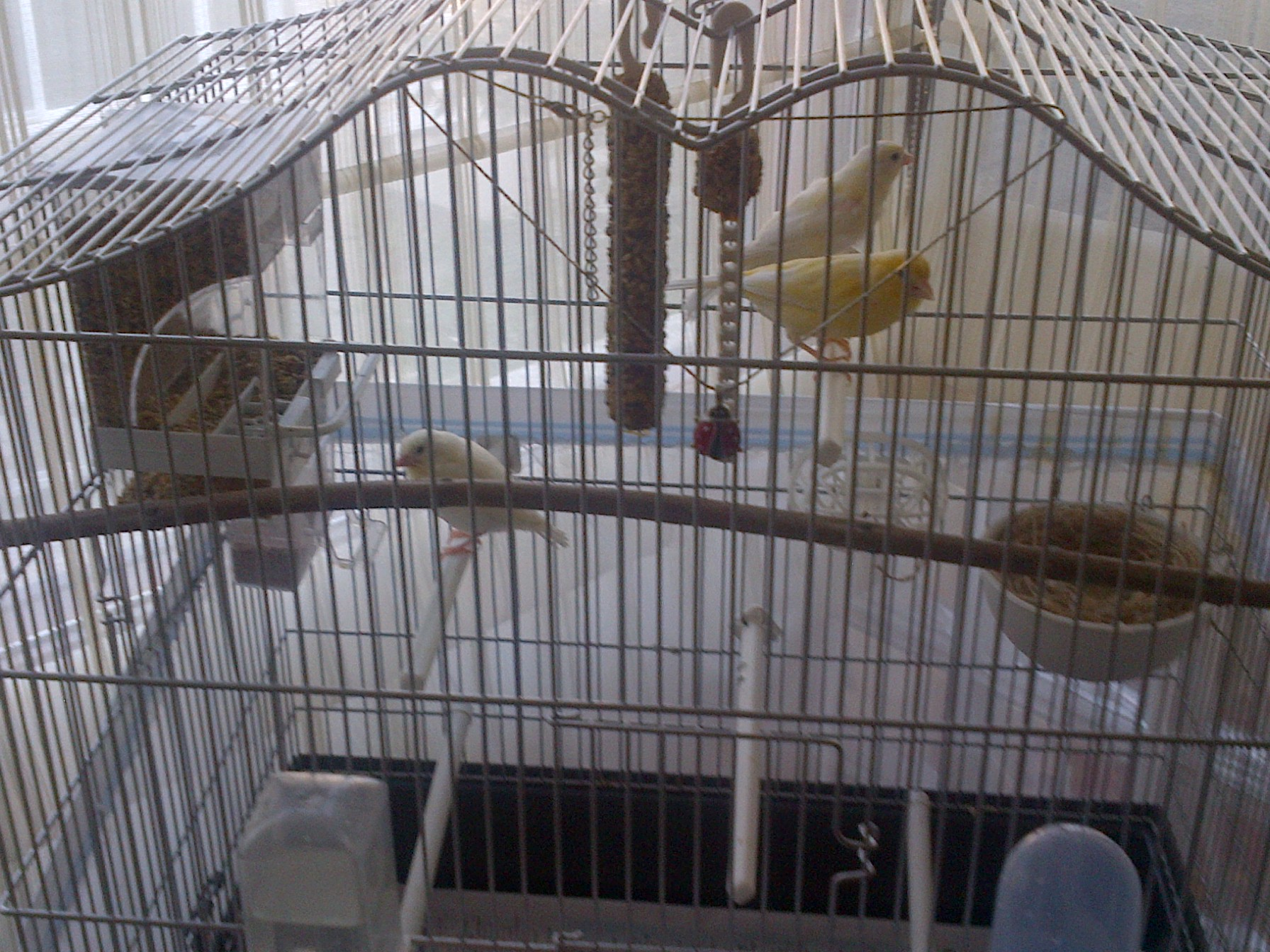
Canarini in gabbia.

Il nome comune del canarino domestico deriva dalle isole Canarie, delle quali è originaria la sua forma ancestrale.

## Biologia
I canarini sono uccelli molto rustici e frugali: spesso allevati singolarmente in piccole gabbie, l'ideale per loro è un gabbione di 120 cm o una voliera, dove ospitare più esemplari, vista anche la loro socialità all'infuori del periodo degli amori, quando le coppie tendono ad appartarsi e a risultare leggermente territoriali nei confronti di eventuali intrusi che si avvicinassero troppo al nido.

### Alimentazione

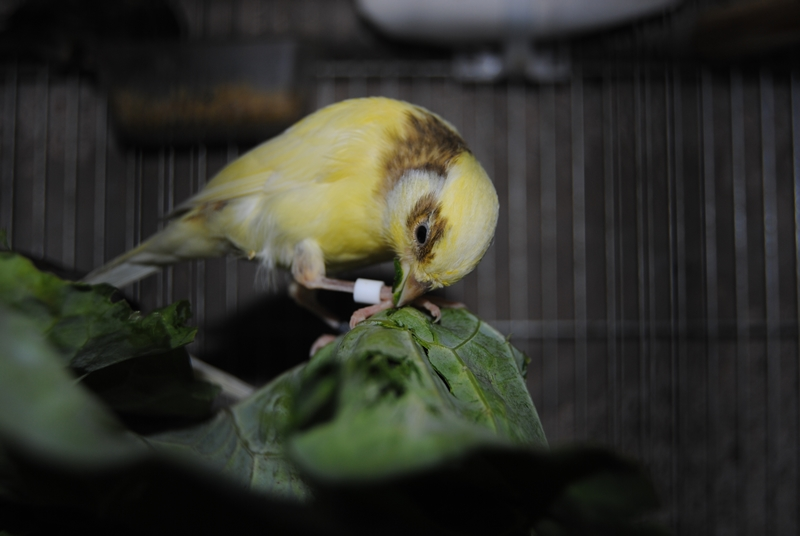
Timbrado si nutre di verdura.

I canarini domestici si nutrono essenzialmente di piccoli semi, dei quali rompono l'involucro (che viene scartato mediante movimenti della mandibola e si deposita sul fondo delle mangiatoie sotto forma di pula) mediante il tozzo becco conico: la loro dieta viene inoltre integrata con altro materiale di origine vegetale come bacche, frutta, ortaggi e verdure, mentre alle coppie in riproduzione viene somministrato pastoncino all'uovo o larve d'insetti per far fronte alle accresciute esigenze nutritive legate alla cova e all'allevamento della prole. I canarini a fattore rosso, inoltre, vengono nutriti dagli allevatori in prossimità della muta con appositi pastoni a base di carotenoidi, per renderne il colore più intenso.

Oltre al cibo, ai canarini viene spesso somministrato il grit, macinato di conchiglie di mollusco o gusci d'uovo, per integrare il calcio e fungere da trituratore nel ventriglio.

### Riproduzione

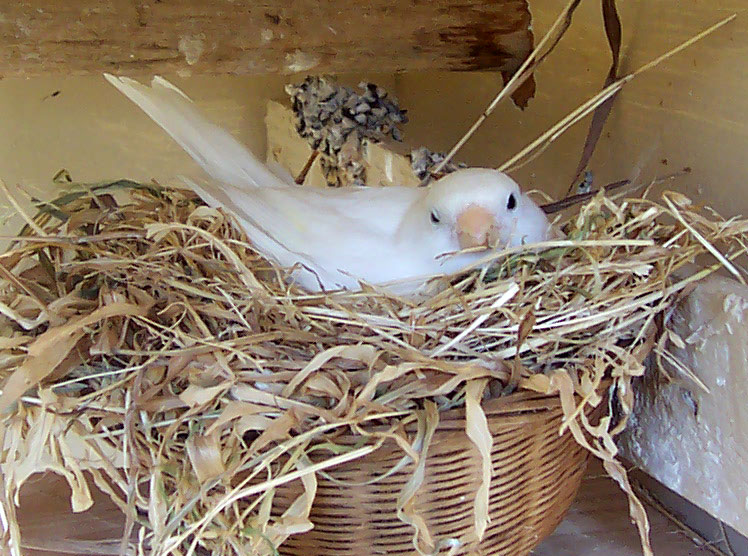
Femmina in cova.

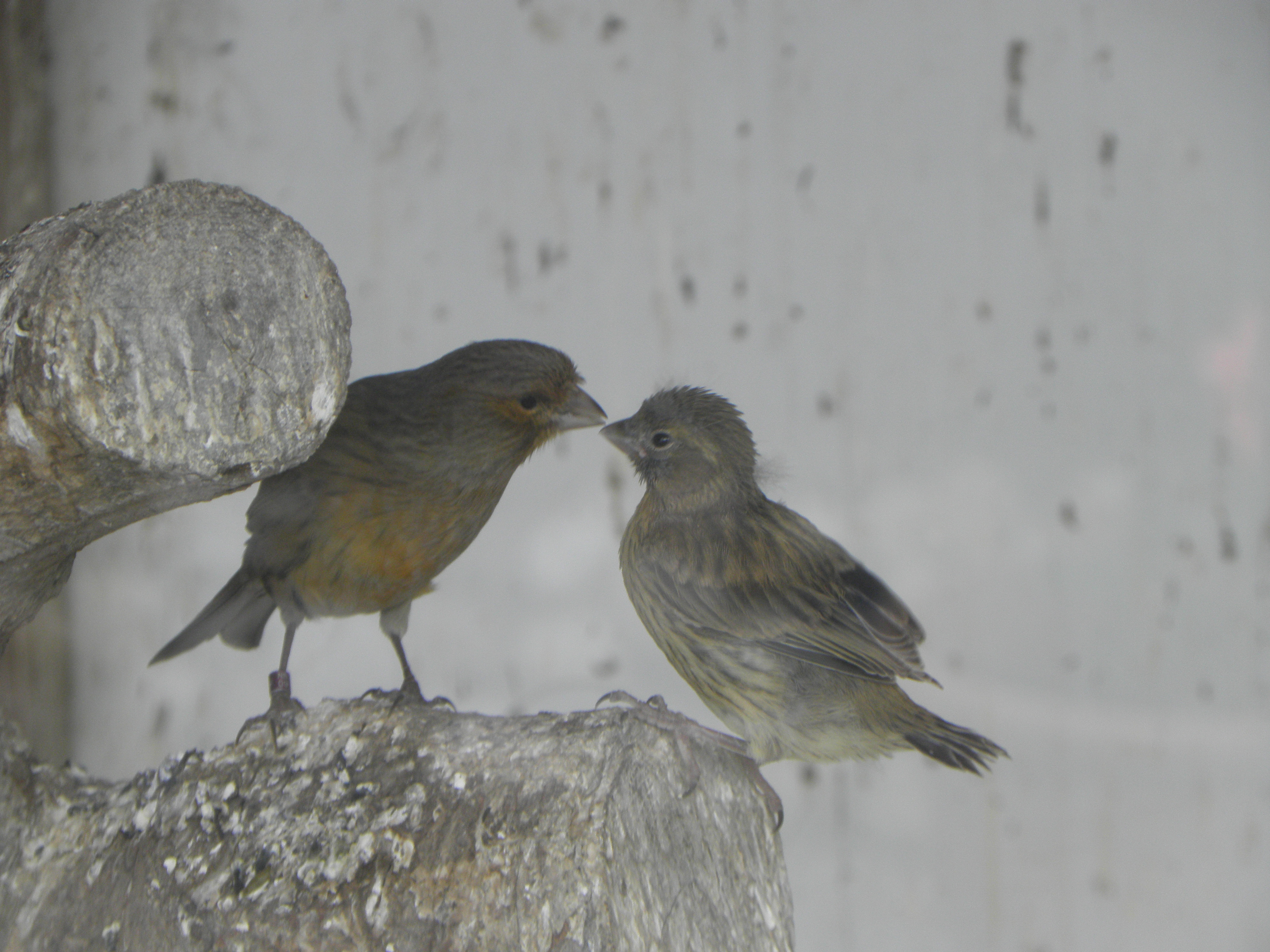
Adulto nutre un nidiaceo in voliera.

Sebbene i canarini tendano a riprodursi coi primi caldi durante la primavera, e continuino fino alla fine di agosto, mantenendo costanti la temperatura e le ore di luce è possibile ottenerne la riproduzione grossomodo durante tutta la durata dell'anno.
Si tratta di uccelli monogami, ma alcune volte anche poligami, i cui maschi cantano a squarciagola per attrarre le femmine ed in seguito per avvertire gli intrusi di stare alla larga: le femmine costruiscono il nido (una coppa di fibre vegetali intrecciate, ubicata alla biforcazione di un ramo o nelle apposite cassettine reperibili in commercio con grande facilità) e covano le 2-7 uova azzurrine per circa due settimane, mentre i maschi le nutrono e stazionano di guardia nei pressi del nido. Le cure parentali verso i nidiacei vengono condivise da ambo i partner, che si alternano nello stazionare presso il nido per tenere caldi i piccoli e nella ricerca di cibo: in tal modo, i piccoli s'involano a circa due settimane e si rendono indipendenti non prima del mese di vita.

## Allevamento e diffusione

### L'inizio dell'allevamento
Le prime notizie dei canarini in cattività risalgono al 1100, quando alcuni esemplari furono portati in Europa da marinai inglesi.
L'allevamento sistematico dei canarini fu avviato dai monaci, che tenevano per sé le femmine e vendevano i maschi (gli unici a cantare), tenendo però per sé i migliori come razzatori.
Non essendo quindi riproducibili (mancando le femmine), il commercio dei canarini era riservato ai monaci ed in genere questi uccelli avevano un prezzo assai alto, rendendoli accessibili solo ai ceti alti della popolazione: in una data imprecisata, tuttavia, in Italia sbarcarono delle femmine di canarino e si diede il via all'allevamento di questi uccelli su larga scala, così che il prezzo scese considerevolmente ed il canarino domestico divenne assai popolare in Europa.

## Varietà
Le razze riconosciute attualmente sono circa 30, in base alla selezione si parla di "canarini di colore", "canarini da canto" e "canarini di forma e posizione". Le razze riconosciute dalla Federazione ornicoltori italiani (FOI) sono di seguito elencate per tipologia:
- Canarini da canto
  - Harzer Roller
  - Canarino Malinois
  - Canarino timbrado
  - Canarino da canto Americano
  - Canarino da canto Russo

- Canarini di colore

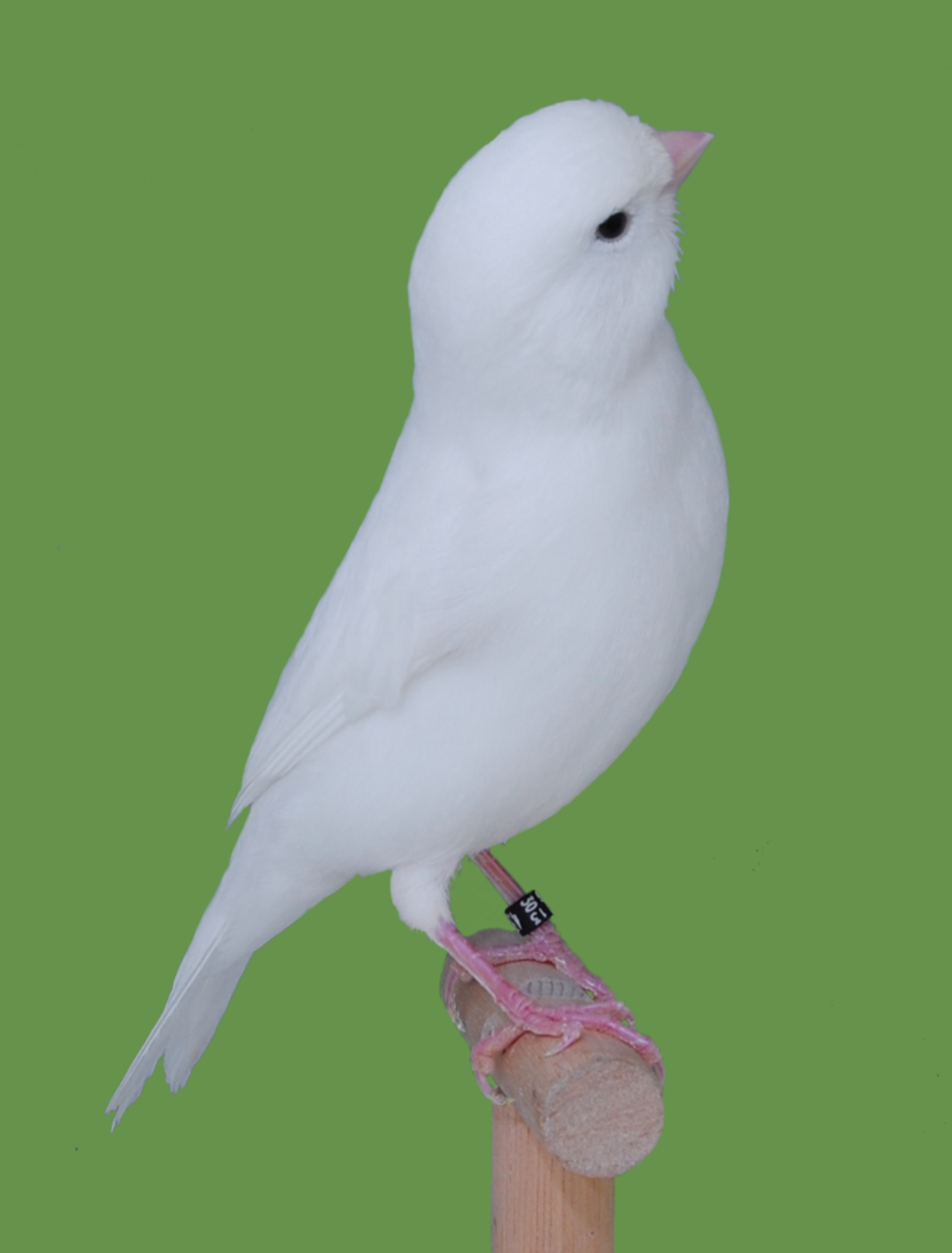
Canarino a fattore bianco recessivo.

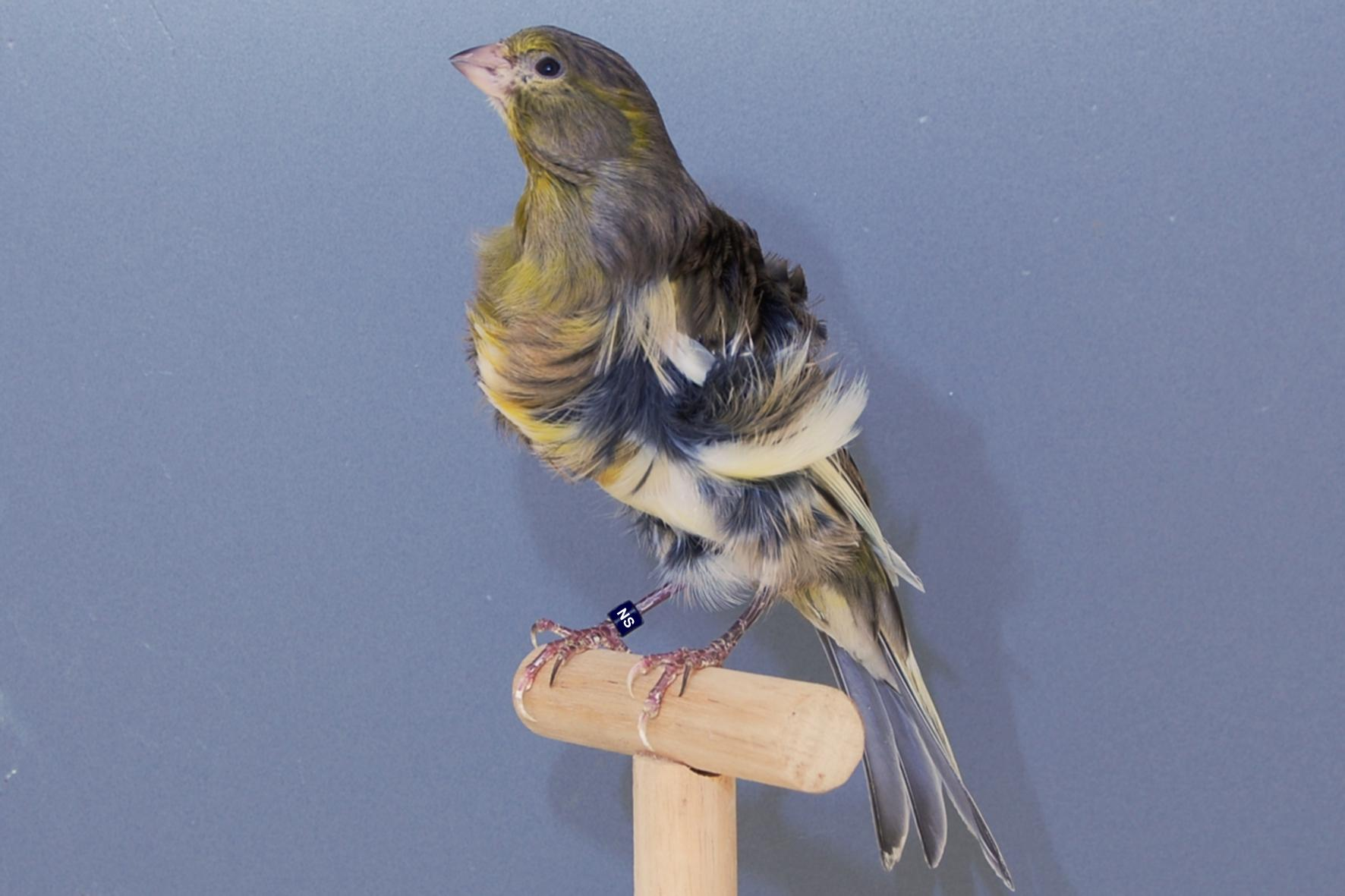
Canarino di razza Fiorino.

- Canarini di forma e posizione arricciati

- - Arricciato del Nord
  - Arricciato del Sud
  - Arricciato di Parigi
  - Arricciato Gigante Italiano
  - Arricciato Padovano
  - Fiorino
  - Gibber Italicus
  - Giboso
  - Arricciato Svizzero
  - Melado Tinerfeño
  - Mehringer
  - Rogetto

- Canarini di forma e posizione lisci

- - Border
  - Bossu Belga
  - Crest
  - Fife Fancy
  - Gloster
  - Japan Hoso
  - Lancashire
  - Lizard
  - Norwich
  - Razza spagnola
  - Scotch fancy
  - Yorkshire
  - Bernois
  - Ciuffato tedesco
  - Llarguet spagnolo
  - Munchener
  - Arlecchino portoghese
  - Irish fancy
  - Rheinlander
  - Salentino

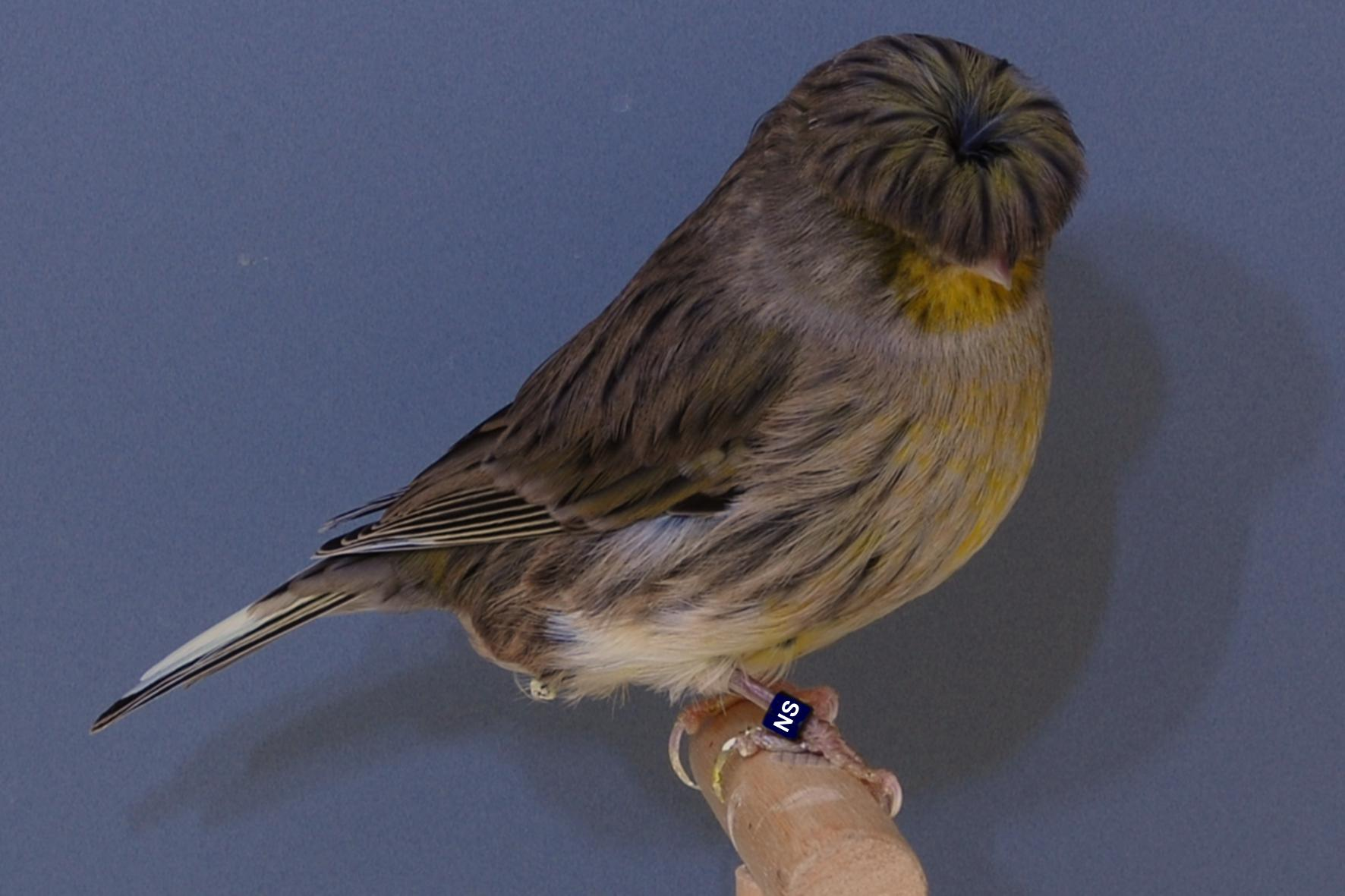
Canarino di razza Gloster.

Tra le razze riconosciute o in via di riconoscimento ve ne sono parecchie create da allevatori Italiani. Tali razze comprendono il Gibber Italicus, il Padovano, il Milanbianco (estinto), il Milanbianco gibbuto (estinto), il Canarino Comune Italico (estinto), l'Arricciato Gigante Italiano, il Fiorino, il Rogetto, la Razza Capitolina, il Salentino, il Fiume o Usignolato Italiano (estinto) ed altre.
Il canarino domestico è molto spesso utilizzato per ibridazioni con specie affini, come il cardellino, il verdone, il lucherino, oppure esotiche come il cardinalino del Venezuela (i risultati dell'ibridazione col quale, detti F1, sono alla base della fissazione del colore rosso nel piumaggio), il carpodaco messicano etc. Gli ibridi F1 di cardellino X canarino, noti agli appassionati come "incardellati", possono raggiungere quotazioni di tutto rispetto quando, oltre a colori brillanti ed appariscenti, esibiscono doti canore particolari, soprattutto quando sanno cantare strofe da cardellino, ma con la potenza di voce di un canarino.

## Il canarino nella cultura di massa
Il canarino è un personaggio molto presente nei cartoni animati: uno dei più celebri è sicuramente il personaggio Titti della Warner Bros.
Molte squadre di calcio vengono soprannominate "i canarini", generalmente per la divisa gialla: è il caso del Modena, del Frosinone, del Norwich (in inglese the Canaries, anche se in questo caso funziona il ragionamento inverso, in quanto la città in passato era famosa come centro di riproduzione ed esportazione di questi uccelli e il club assunse i colori sociali in omaggio a ciò), del Koper (in sloveno kanarčki), del Novi Sad e del Fenerbahçe (Sarı Kanaryalar, "i canarini gialli" in turco).

### Canarini da miniera
Oltre che per il canto e la compagnia, almeno fino al 1986 i canarini erano regolarmente usati nelle miniere di carbone, come primitivo sistema di allarme. La presenza di gas tossici, come il monossido di carbonio, infatti, avrebbe ucciso i canarini prima ancora di avere effetto sui minatori. Poiché i canarini tendono a passare cantando la maggior parte del proprio tempo, fornivano a questo scopo un segnale visibile e udibile.

### Canarini da ricerca
Poiché a qualsiasi età un canarino è in grado di memorizzare e ripetere melodie, o di arrangiare melodie conosciute e crearne di nuove, la ricerca ha spesso utilizzato questi uccelletti per lo studio della neurogenesi (nascita di nuovi neuroni nel cervello dell'adulto). Il canarino è anche utilizzato come organismo modello per lo studio dei processi di apprendimento del cervello dei vertebrati.